# Jezernica (Jezersko)
Jezernica je gorski potok, ki izvira na območju Ravenske kočne na Jezerskem in napaja Planšarsko jezero, iz katerega nadaljuje svojo pot skozi Zgornje Jezersko in se kot drugi levi stalni pritok izliva v reko Kokro.